# Педро Гільєрме Абреу дос Сантос
Педру Гільєрме Абреу дос Сантос (порт. Pedro Guilherme Abreu dos Santos, нар. 20 червня 1997, Ріо-де-Жанейро) — бразильський футболіст, нападник клубу «Фламенгу».
Виступав, зокрема, за клуби «Флуміненсе» та «Фіорентіна», а також національну збірну Бразилії.
Дворазовий переможець Ліги Каріока. Чемпіон Бразилії. Володар Кубка Бразилії. Переможець Рекопи Південної Америки. Володар Кубка Лібертадорес.

## Клубна кар'єра
Народився 20 червня 1997 року в місті Ріо-де-Жанейро. Вихованець футбольної школи клубу «Флуміненсе». Дорослу футбольну кар'єру розпочав 2016 року в основній команді того ж клубу, в якій провів три сезони, взявши участь у 47 матчах чемпіонату. У складі «Флуміненсе» був одним з головних бомбардирів команди, маючи середню результативність на рівні 0,36 гола за гру першості.
Своєю грою за цю команду привернув увагу представників тренерського штабу клубу «Фіорентіна», до складу якого приєднався 2019 року. Відіграв за «фіалок» наступний сезон своєї ігрової кар'єри.
До складу клубу «Фламенгу» приєднався 2020 року. Станом на 23 січня 2020 року відіграв за команду з Ріо-де-Жанейро 64 матчі в національному чемпіонаті.

## Виступи за збірні
У 2019 році залучався до складу молодіжної збірної Бразилії. На молодіжному рівні зіграв в одному офіційному матчі.
У 2020 році дебютував в офіційних матчах у складі національної збірної Бразилії.
У складі збірної був учасником чемпіонату світу 2022 року у Катарі.
| Дата       | Місто     | Господарі | Результат | Гості     | Турнір           | Голи | Примітки |
| ---------- | --------- | --------- | --------- | --------- | ---------------- | ---- | -------- |
| 13-11-2020 | Сан-Паулу | Бразилія  | 1 – 0     | Венесуела | товариський матч | -    | 76'      |
| 27-9-2022  | Париж     | Бразилія  | 5 – 1     | Туніс     | товариський матч | 1    | 46'      |
| Усього     |           | Матчів    | 2         |           | Голів            | 1    |          |

## Титули і досягнення

### Командні
- Переможець Ліги Каріока (2):

«Фламенго»: 2020, 2021
- Чемпіон Бразилії (1):

«Фламенго»: 2020
- Володар Кубка Бразилії (1):

«Фламенго»: 2022
- Переможець Рекопи Південної Америки (1):

«Фламенго»: 2020
- Володар Кубка Лібертадорес (1):

«Фламенго»: 2022

### Особисті
- Кращий бомбардир Кубка Лібертадорес 2022 (12 м'ячів)